# Långmyrtjärnen (Malå socken, Lappland)
Långmyrtjärnen är en sjö i Malå kommun i Lappland och ingår i Skellefteälvens huvudavrinningsområde.